# Eunemobius carolinus
Eunemobius carolinus är en insektsart som först beskrevs av Scudder, S.H. 1877.  Eunemobius carolinus ingår i släktet Eunemobius och familjen syrsor.

## Underarter
Arten delas in i följande underarter:
- E. c. carolinus
- E. c. brevicaudus
- E. c. mexicanus